# 阿姆斯特丹鑽石博物館

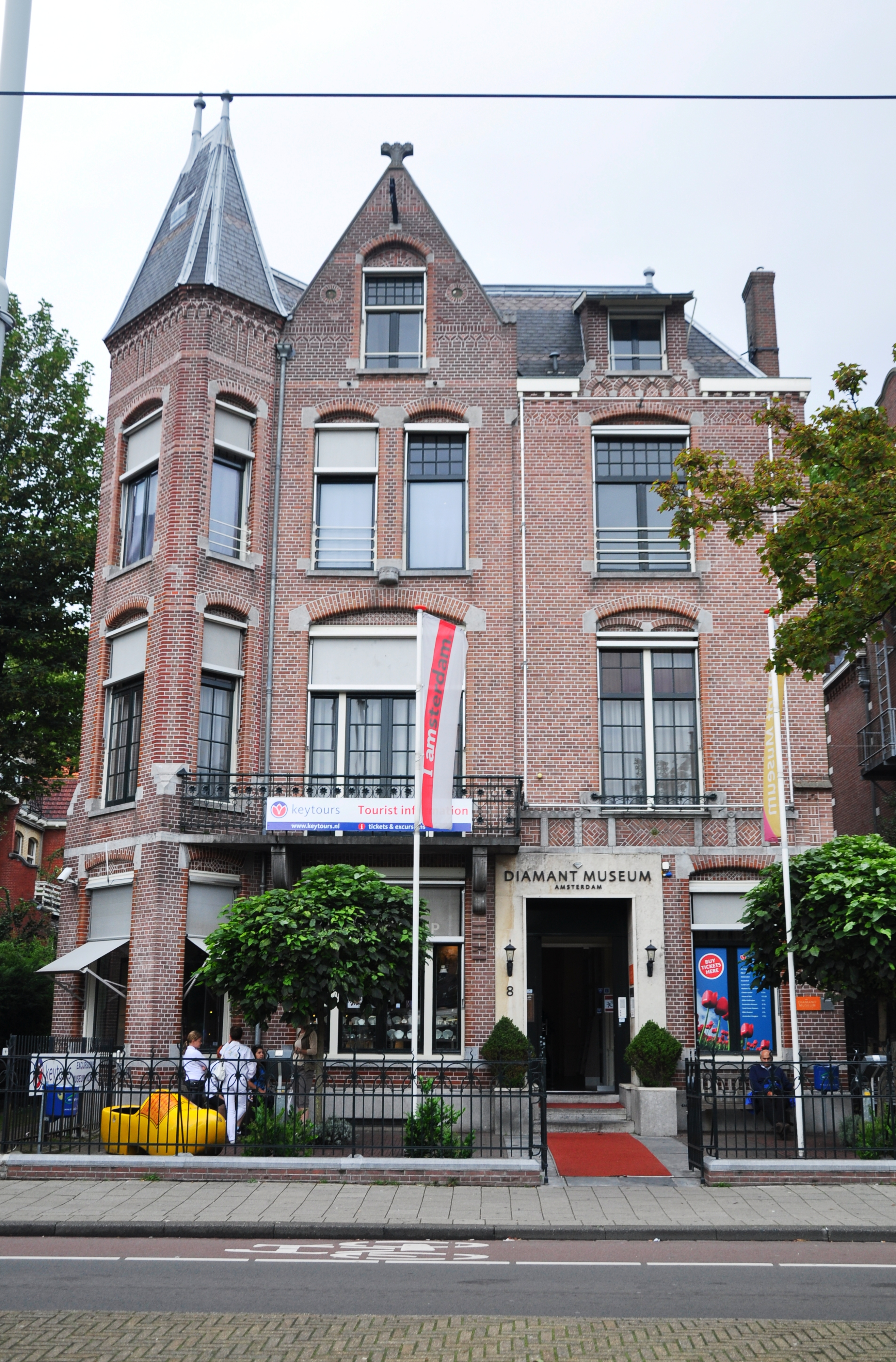
阿姆斯特丹鑽石博物館

阿姆斯特丹鑽石博物館（荷蘭語：Diamant Museum Amsterdam）是荷蘭首都阿姆斯特丹的一座博物館，位於博物館廣場。

## 历史
這座博物館設立於2007年，收藏展示有關鑽石珠寶產業的展品。博物館是荷蘭博物館協會和阿姆斯特丹博物館的成員。

## 外部連結
- 维基共享资源上的相關多媒體資源：阿姆斯特丹鑽石博物館
- Diamond Museum Amsterdam （页面存档备份，存于）